# Софийска гимназия по строителство, архитектура и геодезия „Христо Ботев“
Софийската гимназия по строителство, архитектура и геодезия „Христо Ботев“ (съкращавана като СГСАГ, известна по-рано като Строителен техникум „Христо Ботев“) е първото училище в страната, което е специализирано в подготовката на специалисти със средно образование в областта на строителството, архитектурата и геодезията.
Сградата се намира на бул. „Евлоги Георгиев“ № 36 в София, в непосредствена близост до Националния стадион „Васил Левски“ и едноименната метростанция.

## История
Основана е през 1909 г., първоначално като клон на Първата мъжка гимназия. Първият випуск завършва през учебната 1913/1914 г., като се дипломират общо 30 техници, 21 строители и 9 земемери. Това са и първите строителни кадри, обучени в България.
На 1 януари 1930 г. Държавно средно техническо училище „Цар Борис III“ се премества в сегашната си сграда на бул. „Евлоги Георгиев“ № 36, а от учебната 1944/1945 г. носи името на поета революционер Христо Ботев.
За 95-годишната си история училището е имало 21 директори. Първият директор е д-р Герчо Марковски, а директорът, задържал се най-дълго на поста си, е Антон Антонов – 19 години начело на гимназията.
1622 е най-големият брой ученици, учили за една учебна година в училището – през учебната 1949 – 1950 г. Единствения път, когато са прекратявани учебните занятия в гимназията, е през месец декември 1944 г. заради англо-американските бомбардировки над София по време на Втората световна война. Пропуснатото време е отучено.
Музейната експозиция в училището е открита през учебната 1964 – 1965 г. Тогава броят на учениците в гимназията е бил 1161.

## Съвременно състояние
Голяма част от преподавателите по общообразователните дисциплини са базови учители към СУ „Св. Климент Охридски“. Гимназията разполага с 4 компютърни кабинета, 5 работилници за учебна практика, библиотека, физкултурен салон, тенис зала. Учениците получават добра компютърна и езикова подготовка с възможност за избор на втори чужд език между английски, немски, италиански и руски.

## Възпитаници
- Тодор Божинов (1931 – 1992), политик
- Георги Бранков (1913 – 1997), инженер и политик
- Илия Буржев (1931 – 2008), поет
- Борис Велчев (1914 – 1995), политик
- Любен Гоцев (1930 – 2020), служител на ДС, политик
- Васил Найденов (р. 1950), музикант
- Христо Смирненски (1898 – 1923), поет